# مارینو میاتا
مارینو میاتا (انگلیسی: Marino Miyata؛ زادهٔ ۹ نوامبر ۱۹۹۱) بازیگر، شخصیت‌های تلویزیونی در ژاپن، و مدل (شخص) اهل ژاپن است.